# Aeroportul Igloolik
Aeroportul Igloolik (IATA: YGT, ICAO: CYGT) este un aeroport din Igloolik⁠(d), Nunavut, Canada.
Situat la o altitudine de 53 m, aeroportul dispune de o singură pistă.